# Liste des aires protégées de Hainan
Les aires protégées de l'île de Hainan sont :

## Parc national
- Parc national de Sanya Redai Haibin

## Réserves naturelles
- Réserve naturelle de Bawangling
- Réserve naturelle de Datian
- Réserve naturelle de Dazhoudao
- Réserve naturelle de Diaoluoshan
- Réserve naturelle de Dongzhaiganghongshulin
- Réserve naturelle de Jianfengling
- Réserve naturelle de Sanya baoyu
- Réserve naturelle de Sanya hongshulin
- Réserve naturelle de Sanyashanhujiao
- Réserve naturelle de Tongguling
- Réserve naturelle de Wuzhishan